# 卡頓-卡拉蓋國家公園
49°10′N 85°36′E / 49.167°N 85.600°E

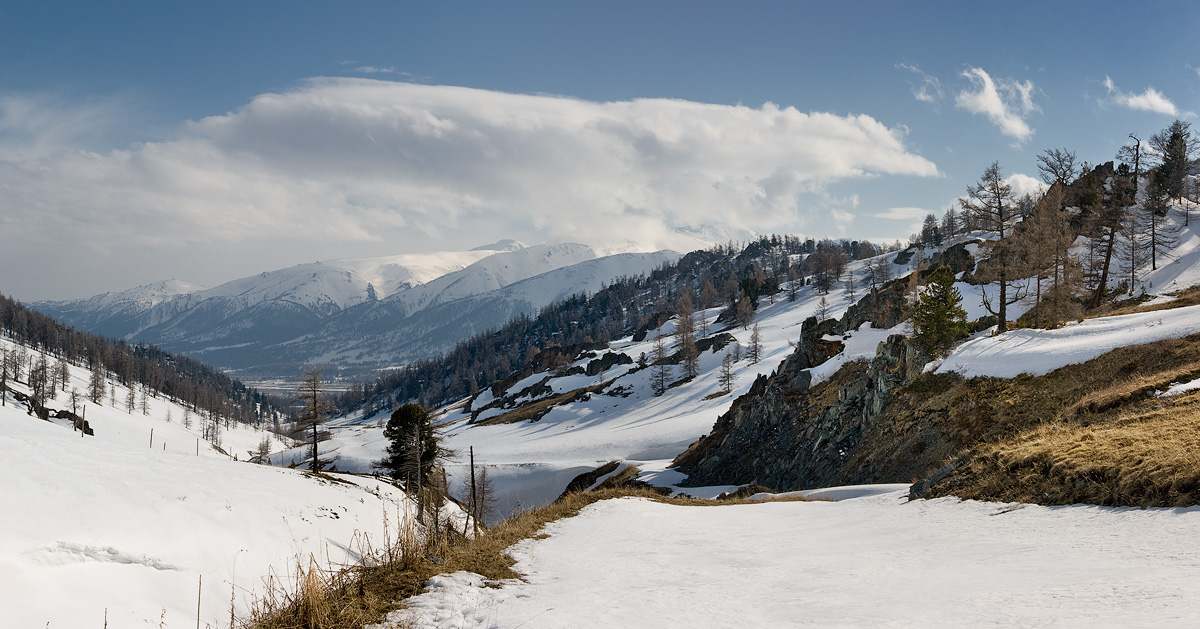

卡頓-卡拉蓋國家公園是哈薩克的國家公園，位於該國東部，處於東哈薩克斯坦州，處於首都努爾-蘇丹東南面約1,000公里，成立於2001年6月1日，面積6,435平方公里，每年平均降雨量386毫米。